# Francisco Martínez de la Rosa
Francisco de Paula Martínez de la Rosa Berdejo Gómez y Arroyo, född den 10 mars 1787 i Granada, död den 7 februari 1862 i Madrid, var en spansk statsman och skald.
Martínez de la Rosa verkade som universitetslärare i Granada till 1808, då han indrogs i politiken. Hans politiska bana erbjuder rik växling, varom följande korta data bär vittne. Som frihetsman spelade han en framstående roll vid cortes i Cadiz, vid den frisinnade grundlagens författande, och han blev 1813 juntans preses. Men efter Ferdinand VII:s återkomst blev Martínez de la Rosa  fängslad och fick som statsfånge tillbringa åtta år i Afrika. Efter Rafael del Riegos resning 1820 återfick han emellertid friheten, blev cortespresident och 1822 konseljpresident, varvid han sökte medla mellan partierna, men med den påföljd, att han miste förtroendet från båda hållen. Då enväldet återinfördes, landsförvisades Martínez de la Rosa och begav sig till Paris, där han under åtta år sysselsatte sig med litterära arbeten. 
År 1831 fick han återvända till hemlandet och blev 1834 konseljpresident. I denna egenskap utfärdade han "Estatuto real", en ny författning efter franskt mönster med två kamrar, inskränkt valrätt och ett ringa mått av politisk frihet samt ingick med Frankrike, England och Portugal en kvadruppelallians. Men redan 1835 måste Martínez de la Rosa åter avgå och trädde då i spetsen för "los moderados", det konservativa partiet. Hans ställning blev dock snart ohållbar, och han tog åter sin tillflykt till Paris. År 1844 inträdde han som utrikesminister i Narváez kabinett och blev 1858 preses i statsrådet. Dessutom beklädde Martínez de la Rosa ambassadörsposter, 1842-43 i Rom och 1847-51 i Paris. Vid sin död var han direktör för Spanska akademien. 
"M. var en lysande och sympatisk personlighet, som i synnerhet på äldre dagar åtnjöt allmän aktning", skriver Adolf Hillman i Nordisk familjebok. Han fortsätter: "Som politisk talare och filosof egde han föga djup, men han var elegant och nobel och åhördes med vördnad. Under hela sitt kringflackande och upprörda lif upphörde M. aldrig att dikta såväl på vers som prosa, utmärkt af en i elegant form. Han var ingen ande af första rang, men många af hans arbeten ega bestående värde." 
Martínez de la Rosa debuterade med El cementerio de Momo, en samling skämtsamma epitafier, och Lo que puede un empleo, en "juguete cómico". Under ett kortare uppehåll i England 1811 skrev han Defensa de Zaragoza, en episk dikt, som förhärligade stadens hjältemodiga kamp. Mest produktiv var Martínez de la Rosa  på dramatikens område med följande arbeten: La viuda de Padilla (frihetshjälten Padillas änka), La niña en casa y la madre en la máscara (1821), lustspel, Los celos infundados ó el marido en la chimenea, La boda y el duelo, El viejo y la niña, La mogigata, det romantiska dramat Aben Humeya (morernas kamp mot Filip II), först skrivet på franska och uppfört på Porte-Saint-Martiu-teatern i Paris (1830), La conjuración de Venecia, Morayma, Edipo Tirano, en tragedi i Sofokles stil, El español en Venecia, intrigkomedi, och Amor de padre (1849). 
Innerlighet och elegans präglar hans lyriska dikter La niña descolorida, El sátiro, El jilguero, El triunfo, El recuerdo de la patria. Romanen Dona Isabel de Solis, en efterbildning av Walter Scott, är mindre betydande. Av Martínez de la Rosas övriga arbeten kan nämnas den i Paris 1827 utkomna Arte poética, föranledd av studier av Lessing, bröderna Schlegel (Johann Elias Schlegel, Johann Adolf Schlegel och Johann Heinrich Schlegel) och Manzoni och som avsåg att bryta den franska klassicismen, de historisk-filosofiska skrifterna El espiritu del siglo och Bosquejo de la politica de España, biografin över Hernán Pérez del Pulgar och Libros de ninos, en barnbok. Martínez de la Rosas samlade lyriska arbeten utkom 1847, hans dramatiska 1861 i 3 band.